# Halolaelaps incisus
Halolaelaps incisus is een mijtensoort uit de familie van de Halolaelapidae. De wetenschappelijke naam van de soort is voor het eerst geldig gepubliceerd in 1956 door Hyatt.